# 青木豪 (カーリング選手)
青木 豪（あおき ごう、1999年12月6日 - ）は、日本のカーリング選手。

## 経歴
北海道出身。北海道札幌厚別高等学校卒業。札幌国際大学大学院在学。
小学校5年生の時にオリンピックの映像を見てカーリングを始める。2018年の第35回日本カーリング選手権大会で優勝。
2025年2月、小穴桃里とペアを組み、ミックスダブルスカーリング日本代表として2025年アジア冬季競技大会におけるカーリング競技に出場、金メダルを獲得した。

## チーム

### 4人制
| シーズン | フォース    | サード      | セカンド   | リード      | リザーブ   | 備考                            |
| -------- | ----------- | ----------- | ---------- | ----------- | ---------- | ------------------------------- |
| 2015–16  | 青木豪      | 戎家宙      | 鎌田渓     | 新野和志(s) | 佐々木彩斗 | JJCC 2015 (チーム にいの)       |
| 2015–16  | 青木豪      | 鈴木岳      | 小林蒼生   | 菊永重美    | 宿谷涼太郎 | JCC 2016 (札幌協会)             |
| 2016–17  | 青木豪      | 鎌田渓(s)   | 清水野梨希 | 佐々木彩斗  | 新野和志   | JJCC 2016 (チーム かまだ)       |
| 2017–18  | 青木豪      | 鎌田渓(s)   | 清水野梨希 | 佐々木彩斗  | 新野和志   | JJCC 2017 (チーム かまだ)       |
| 2017–18  | 青木豪      | 岩井真幸(s) | 宿谷涼太郎 | 青山豊      | 似里浩志   | JCC 2018, WMCC 2018 (team IWAI) |
| 2018–19  | 青木豪      | 鎌田渓(s)   | 清水野梨希 | 佐々木彩斗  | 新野和志   | JJCC 2018 (チーム かまだ)       |
| 2018–19  | 青木豪      | 岩井真幸(s) | 宿谷涼太郎 | 荻原功暉    | 鎌田渓     | [ 5 ]                           |
| 2019–20  | 青木豪      | 鎌田渓(s)   | 新野和志   | 佐々木彩斗  | 清水野梨希 | JJCC 2019 (札幌国際大学)        |
| 2020–21  | 青木豪      | 佐藤剣仁    | 鎌田渓     | 新野和志    | 佐々木彩斗 | JJCC 2020 (札幌国際大学)        |
| 2021–22  | 青木豪      | 佐藤剣仁(s) | 荻原功暉   | 新野和志    | 鎌田渓     | JCC 2022                        |
| 2022–23  | 佐藤剣仁(s) | 荻原功暉    | 新野和志   | 佐々木彩斗  | 青木豪     | JCC 2023                        |
| 2023–24  | 青木豪      | 佐藤剣仁(s) | 荻原功暉   | 阿部悠希    | 小林駿汰   | JCC 2024                        |

(s)…スキップ

### ミックスダブルス
| シーズン | 女性     | 男性   | 備考                       |
| -------- | -------- | ------ | -------------------------- |
| 2015–16  | 藤井春香 | 青木豪 | JMDCC2016                  |
| 2016–17  | 藤井春香 | 青木豪 | JMDCC2017                  |
| 2019–20  | 小穴桃里 | 青木豪 | JMDCC2020                  |
| 2020–21  | 小穴桃里 | 青木豪 | JMDCC2021                  |
| 2022–23  | 小穴桃里 | 青木豪 | JMDCC2023                  |
| 2023–24  | 小穴桃里 | 青木豪 | JMDCC2024 (2-3月)          |
| 2024–25  | 小穴桃里 | 青木豪 | JMDCC2024 (12月) / AWG2025 |

## 主な成績

### 日本代表
- 世界カーリング選手権：11位 (2018年[4])
- アジア冬季競技大会カーリング競技（混合ダブルス）： 金メダル（2025年[3]）

### クラブチーム
- 日本カーリング選手権：優勝 (2018年[2])
- 日本ジュニアカーリング選手権大会：優勝5回／2015年、2017年～2020年

### ミックスダブルス
- 日本ミックスダブルスカーリング選手権：準優勝（2016年、2017年、2023年）、3位（2021年）